# Quartetto per archi
Quartetto per archi (I Kwartet smyczkowy) – sonorystyczny utwór kameralny, skomponowany przez Krzysztofa Pendereckiego w 1960. 

## Premiera
Światowe prawykonanie utworu odbyło się 11 maja 1962 w Cincinnati, w wykonaniu LaSalle String Quartet, w składzie David Harrington (skrzypce), John Sherba (skrzypce), Hank Dutt (altówka) i Jeffrey Zeigler (wiolonczela). Był to kompozytorski debiut Pendereckiego na amerykańskiej scenie muzycznej.
Polskie prawykonanie miało miejsce 17 września 1962, podczas Międzynarodowego Festiwalu Muzyki Współczesnej „Warszawska Jesień”, w tym samym wykonaniu co światowa prapremiera.
Penderecki zadedykował to dzieło Julianowi Zarzyckiemu.

## Charakterystyka utworu
Kwartet jest przykładem eksperymentów Pendereckiego z sonorystycznymi możliwościami instrumentów smyczkowych w ramach muzyki kameralnej. Poprzez przetwarzanie klasycznego brzmienia smyczków na efekty quasi-perkusyjne, kompozytor zmierzał do zacierania granicy pomiędzy instrumentami strojonymi a perkusją i tworzenia między nimi łagodnego przejścia.
W utworze punkt ciężkości położony jest na niekonwencjonalne efekty artykulacyjne instrumentów smyczkowych, tworzące bogaty i różnorodny materiał dźwiękowy, obejmujący zarówno dźwięki o określonej wysokości, jak i efekty szmerowo-perkusyjne. Dodatkowo, rozszerzona poprzez artykulację paleta dźwięków stwarza możliwość uzyskania ćwierćtonów i szerzej – mikrotonów, aczkolwiek nie są one w partyturze zanotowane żadnym specjalnym znakiem.
Oprócz klasycznego pizzicato, col legno czy sul ponticello, w Kwartecie stosowane są bardziej wyrafinowane i typowo sonorystyczne artykulacje, jak np. bardzo szybkie i nierytmizowane tremolo, gra między podstawkiem i strunnikiem na jednej, dwóch, trzech lub wszystkich czterech strunach, gra arco na strunniku, bardzo wolne vibrato w obrębie ćwierćtonu, a także uderzanie otwartą dłonią lub palcami w struny oraz uderzanie w górną płytę skrzypiec żabką lub czubkami palców i inne. Skrzypek David Harrington, założyciel i lider Kronos Quartet, zespołu który również wykonywał ten utwór, określił różnorodność zastosowanych przez Pendereckiego artykulacji jako rodzaj sonorystycznej encyklopedii.
Obok artykulacji drugim ważnym elementem formotwórczym jest w Kwartecie dynamika, oscylująca pomiędzy fff a ppp i określona przez kompozytora jako „ważny wyznacznik wyrazowości”. Forma kompozycji uporządkowana jest według serii oraz narastających lub opadających ciągów arytmetycznych.

## Partytura
Notacja utworu oparta jest na tzw. „siatce czasu”, czyli naniesionej na pięciolinię podziałce sekundowej określającej czas trwania kolejnych odcinków. Każda strona partytury odmierza 60 sekund utworu. Sugerowany czas wykonania całości wynosi w przybliżeniu 7 minut 40 sekund. Jednak głównie chodzi o proporcjonalną zgodność wartości rytmicznych odwzorowanych graficznie wewnątrz każdego elementu siatki. Taka wizualna postać partytury była na tyle atrakcyjna, że wyświetlano ją na wielkim ekranie podczas wykonywania kompozycji przez Kronos Quartet w Nowym Jorku.

## Instrumentarium
Kwartet przeznaczony jest na tradycyjną obsadę instrumentów smyczkowych, czyli na I skrzypce, II skrzypce, altówkę i wiolonczelę.